# Crieff
Crieff es la ciudad principal de Strathearn en el concejo de Perth and Kinross, en el borde meridional de las montañas escocesas. Es la segunda ciudad más grande del condado histórico de Perthshire con una población de casi 6000 habitantes.

## Personajes célebres
- Ewan McGregor, actor (1971)

- Datos: Q639666
- Multimedia: Crieff / Q639666